# Werner Sczesny
Werner Sczesny (* 1. Februar 1960) ist ein Generalmajor außer Dienst des Heeres der Bundeswehr und war zuletzt Kommandeur Einsatzkräfte und Militärisches Nachrichtenwesen im Kommando Cyber- und Informationsraum in Bonn.

## Militärische Laufbahn

### Ausbildung und erste Verwendungen
Sczesny trat 1978 als Grundwehrdienstleistender beim leichten Pionierbataillon 15 in Köln in die Bundeswehr ein. 1979 wurde er Soldat auf Zeit und Offizieranwärter in der Laufbahn der Offiziere des Truppendienstes (Pioniertruppe). 1980 absolvierte er den Offizierlehrgang als Offizieranwärter. Das Studium der Pädagogik an einer Universität der Bundeswehr schloss er als Diplom-Pädagoge ab. Zwischen 1983 und 1993 wurde er als Zugführer bei der Luftlandekompanie 270 in Minden und bei der Panzerpionierkompanie 180 in Lübeck, als Erkundungsoffizier bei der Panzerpionierkompanie 180 und als Kompaniechef bei der 2. Kompanie des Pionierbataillons 61, ebenfalls in Lübeck, verwendet. Von 1991 bis 1993 nahm Sczesny am 34. Generalstabslehrgang Heer an der Führungsakademie der Bundeswehr in Hamburg teil, wo er zusammen mit dem späteren Generalinspekteur der Bundeswehr, Eberhard Zorn, zum Offizier im Generalstabsdienst ausgebildet wurde.

### Dienst als Stabsoffizier
Ab 1993 war Sczesny Stabsoffizier G 2 op beim II. (Deutsch-Amerikanischen) Korps in Ulm. 1996 nahm er am britischen Generalstabslehrgang (30. ACSC) am Staff College Camberley im Vereinigten Königreich teil und wurde im selben Jahr G 3 Stabsoffizier in der Jägerbrigade 37 in Frankenberg/Sachsen. 1999 folgte die erste Ministerialverwendung als Referent im Führungsstab des Heeres, Referat III 1 im Bundesministerium der Verteidigung in Bonn.
Im August 2000 übernahm Sczesny als Oberstleutnant das Kommando über das Pionierbataillon 320 in Lahnstein. Anschließend kehrte er 2003 ins Bundesministerium der Verteidigung nach Bonn zurück als Stabsoffizier beim Chef des Stabes des Führungsstabes der Streitkräfte. Ab 2002 hatte Sczesny eine integrierte Verwendung bei der NATO als J 2 Plans bei SHAPE in Mons (Belgien) und von 2007 bis 2010 seine dritte Verwendung im Bundesministerium der Verteidigung, diesmal in Berlin im Führungsstab der Streitkräfte als Referatsleiter II 3 (Nationale Risikobeurteilung; Lage anderer Staaten; Beauftragter des Inspekteurs des Heeres für Militärisches Nachrichtenwesen). Aus diesem Referat wurde zum 1. April 2012, unter Sczesnys unmittelbarem Nachfolger Joachim Smola, das Referat SE I 3 der neuen Abteilung Strategie und Einsatz. 2010 folgte eine erste Verwendung im Bundesnachrichtendienst als Abteilungsleiter Gesamtlage. Hier sollte ihm ebenfalls Smola nachfolgen.

### Dienst als General
Ab 1. Januar 2013 hatte Sczesny seine erste Verwendung als Brigadegeneral als Stellvertretender Kommandeur im Kommando Strategische Aufklärung in Grafschaft. Am 4. April 2016 wurde Sczesny, unter Ernennung zum Generalmajor, Vizepräsident für militärische Angelegenheiten des Bundesnachrichtendienstes (BND) als Nachfolger von Generalmajor Norbert Stier, welcher bereits im November 2015 in den Ruhestand versetzt worden war. Zum 1. Januar 2021 übernahm Wolfgang Wien das Amt von Sczesny als BND-Vizepräsident. Am 26. März 2021 wurde Sczesny als Nachfolger des in den Ruhestand versetzten Generalmajors Axel Binder Kommandeur des Kommandos Strategische Aufklärung in der Philipp-Freiherr-von-Boeselager-Kaserne in Grafschaft. Danach wurde er in letzter Verwendung Kommandeur Einsatzkräfte und Militärisches Nachrichtenwesen im Kommando Cyber- und Informationsraum in Bonn. Im Juni 2024 wurde er in den Ruhestand versetzt.

### Auslandseinsätze
- 1998/99 G 2 Deutsch-Französischen Gruppe (DFGFA) Rajlovac, Bosnien und Herzegowina
- 2002 Kommandeur verstärktes Pionierbataillon KFOR, Prizren, Kosovo